# Chlorida transversalis
Chlorida transversalis là một loài bọ cánh cứng trong họ Cerambycidae.